# 태풍 사오마이 (2000년)
태풍 사오마이(태풍 번호: 0014, 국제명: SAOMAI)는 2000년에 발생한 제14호 태풍이다. 2000년 9월 2일에 발생하여 9월 16일에 소멸하였다. 대한민국에 상륙하고 일본 근처를 지나가 큰 피해를 주었다. ‘사오마이’는 베트남에서 제출한 이름으로, 금성이라는 뜻이다.

## 경로

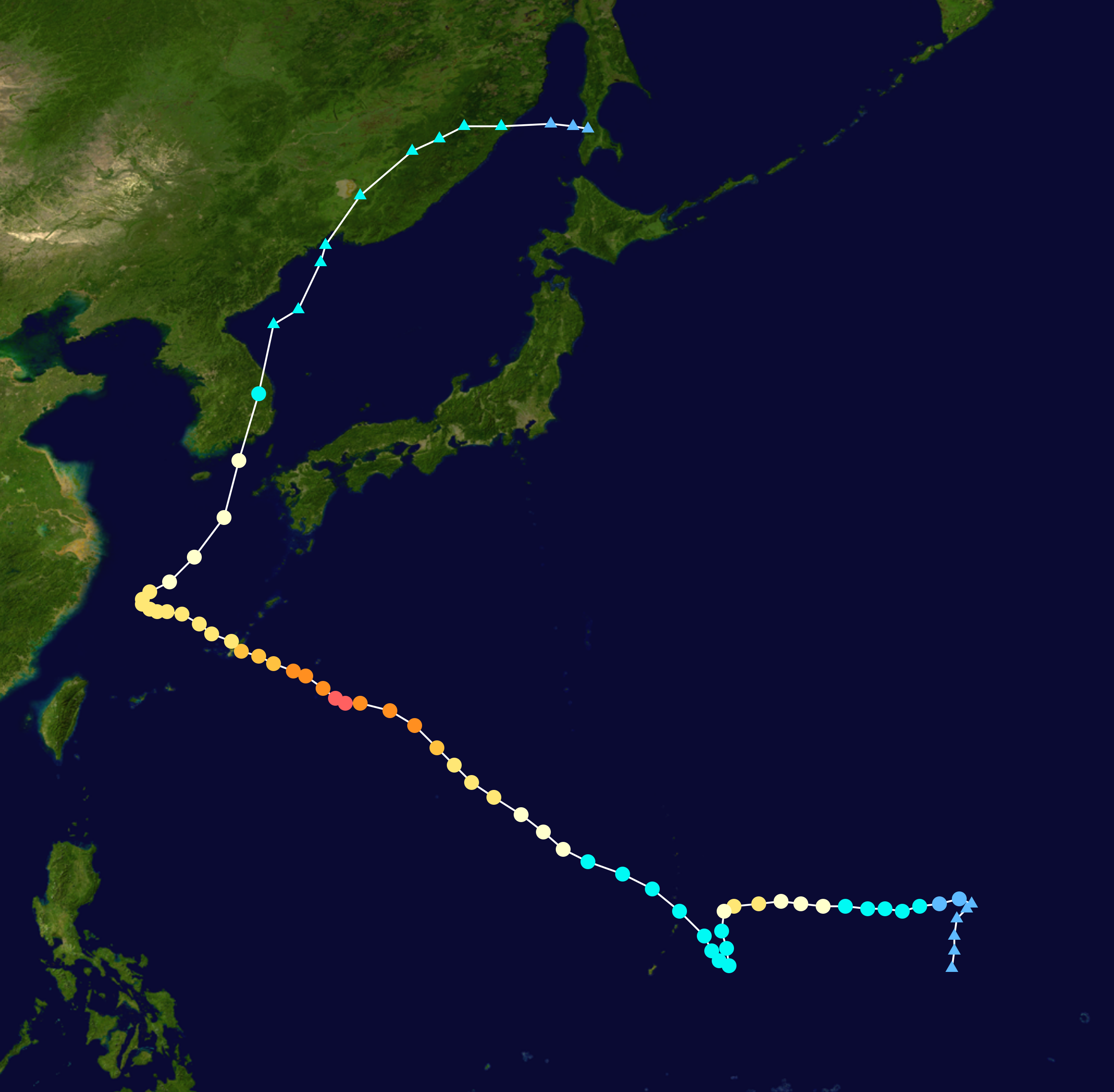
태풍 사오마이의 이동 경로

미국 괌 동쪽 바다에서 열대요란으로부터 열대저기압이 발생하였다. 이 열대저기압은 중심기압 1008 hPa이였고 발달속도또한 매우 느려 발생후 2일에 걸쳐서 '제14호 태풍 사오마이'로 격상되었다. 발생 당시에는 비교적 발달하여 9월 4일 중심기압 975 hPa, 최대풍속 65 kt (35 m/s)으로 강해져 태풍으로 격상되었으나, 다시 약화되어 다음날 정오에는 중심기압 985 hPa, 최대풍속 50 kt (25 m/s)으로 다시 약해짐에 따라 강한 열대폭풍으로 격하되었다. 이세력을 한동안 유지하면서 서진에서 남진하던 태풍이 북서쪽으로 방향을 틀기 시작하였다. 태풍이 잘 발달할 수 있는 북위 20도로 들어오면서 이태풍은 9월 8일부터 본격적으로 발달하기 시작하였다. 9월 8일 당일에는 중심기압은 980 hPa로 감소하고 최대풍속은 55 kt (30 m/s)로 강해졌고 다음날에는 태풍으로서의 최고단계인 TY로 다시 격상되었다. 이태풍은 이후에도 급격하게 발달하면서 중심기압은 6시간마다 965, 955, 945, 935, 930 hPa으로 내려갔으며 강풍반경도 400 km를 넘어가면서 매우 커졌다. 이 태풍은 930 hPa까지 발달한 상태에서 더 발달하여 9월 12일 정오에는 중심기압 925 hPa, 최대풍속 95 kt (50 m/s)로 발달하여 일본기상청 기준 맹렬한태풍이 되었다. 사피어 심프슨 기준으로는 5등급의 슈퍼태풍이 되었으며, 서북서진 하면서 동중국해에 도달하였고, 진로를 북동쪽으로 전향하여 9월 15일부터 일본 규슈지역을 폭풍역에 끌어들이면서 북상하여 마침내 한반도를 향하여 북상하기 시작하였다. 상륙직전까지 강력한 세력을 유지하였으며 최저기압 959 hPa를 기록하였고 바로 대한민국 고성군에 상륙하여 시속 45 km라는 매우 빠른 속도로 한반도 영남 지방을 단 12시간만에 관통하였다. 영남 지방을 관통해 한반도를 빠져나온 태풍은 16일 오후 3시경 동해에서 온대성 저기압으로 변질되어 연해주로 진출하여 소멸하였다.

## 관련 통계
| 순위  | 태풍 번호                      | 태풍 이름                      | 상륙 시(직전) 중심 기압        | 상륙 지점                      |
| ----- | ------------------------------ | ------------------------------ | ------------------------------ | ------------------------------ |
| 1위   | 5914*                          | 사라                           | 942 hPa                        | 경남 거제도                    |
| 2위   | 0314                           | 매미                           | 950 hPa                        | 경남 고성군 부근               |
| 2위   | 2009                           | 마이삭                         | 950 hPa                        | 부산광역시 부근                |
| 3위   | 2010                           | 하이선                         | 955 hPa                        | 울산광역시 부근                |
| 3위   | 2211                           | 힌남노                         | 955 hPa                        | 부산광역시 부근                |
| 4위   | 0014                           | 사오마이                       | 959 hPa**                      | 경남 고성군 부근               |
| 5위   | 0215                           | 루사                           | 960 hPa                        | 전남 고흥군                    |
| 5위   | 9503                           | 페이                           | 960 hPa                        | 남해도                         |
| 6위   | 1216                           | 산바                           | 965 hPa                        | 남해도                         |
| 6위   | 8613                           | 베라                           | 965 hPa                        | 충남 보령시 부근               |
| 6위   | 5707                           | 아그네스                       | 965 hPa                        | 경남 사천시 부근               |
| ※비고 | *JTWC 해석의 한반도 상륙 태풍. | *JTWC 해석의 한반도 상륙 태풍. | *JTWC 해석의 한반도 상륙 태풍. | *JTWC 해석의 한반도 상륙 태풍. |
| ※비고 | **통영에서의 실측치.           |                                |                                |                                |

| 순위 | 태풍 번호 | 태풍 이름     | 최저 해면 기압 | 관측 연월일 | 관측 장소 |
| ---- | --------- | ------------- | -------------- | ----------- | --------- |
| 1위  | 5914      | 사라          | 951.5 hPa      | 1959/9/17   | 부산      |
| 2위  | 0314      | 매미          | 954.0 hPa      | 2003/9/12   | 통영      |
| 3위  | 2211      | 힌남노        | 955. hPa       | 2022/9/6    | 부산      |
| 4위  | 2009      | 마이삭        | 957.0 hPa      | 2020/9/03   | 거제      |
| 5위  | 2010      | 하이선        | 957.6 hPa      | 2020/9/07   | 부산      |
| 6위  | 3693      | (태풍 3693호) | 959.4 hPa      | 1936/8/27   | 제주      |
| 7위  | 0014      | 사오마이      | 959.6 hPa      | 2000/9/16   | 통영      |
| 8위  | 8705      | 셀마          | 961.5 hPa      | 1987/7/15   | 서귀포    |
| 9위  | 8712      | 다이너        | 961.7 hPa      | 1987/8/31   | 부산      |
| 10위 | 1215      | 볼라벤        | 961.9 hPa      | 2012/8/28   | 흑산도    |

## 같이 보기
- 2000년 태풍
- 태풍 프라피룬
- 태풍 매미

## 관련 자료
- 2000년 RSMC 베스트 트랙 데이터
- Digital Typhoon 태풍 사오마이